# Maria Rosenkranzkönigin (Hagenheim)

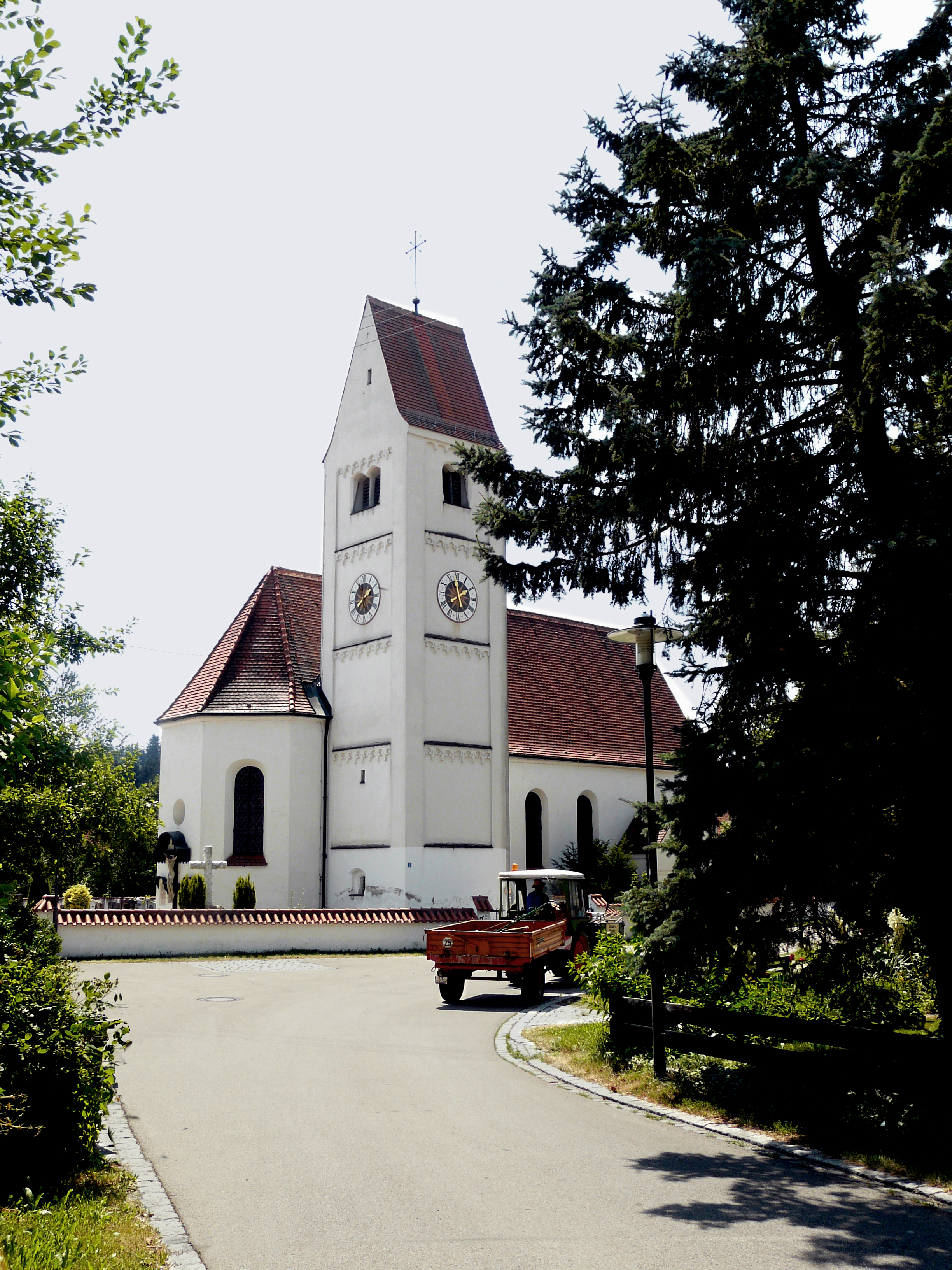
Maria Rosenkranzkönigin in Hagenheim

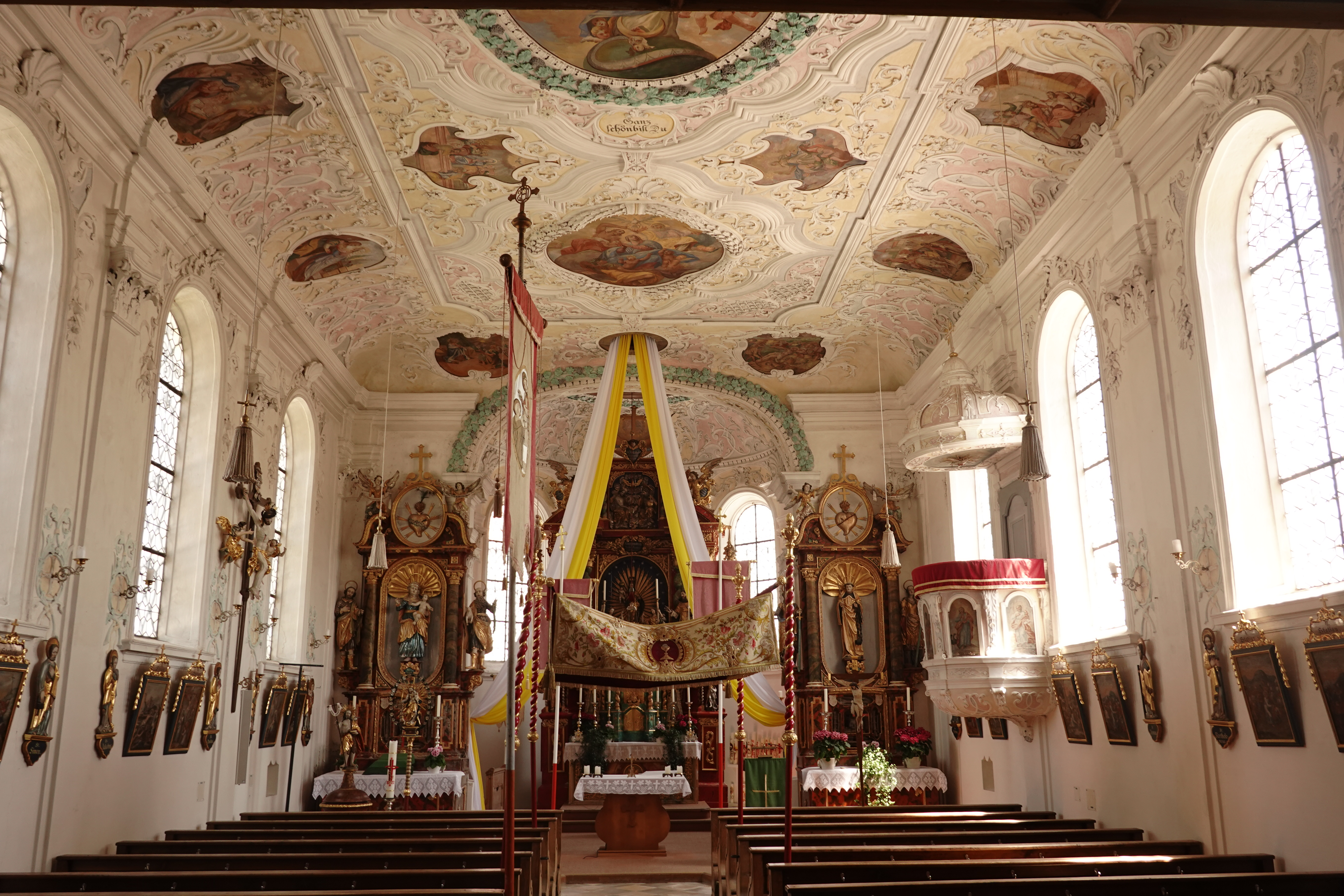
Innenraum

Die römisch-katholische Pfarrkirche Maria Rosenkranzkönigin steht in Hagenheim, einem Gemeindeteil von Hofstetten im Landkreis Landsberg am Lech. Das Bauwerk ist in der Liste der Baudenkmäler in Hofstetten (Oberbayern) als Baudenkmal unter der Nr. D-1-81-124-13 eingetragen. Die Pfarrei gehört zum Dekanat Landsberg des Bistums Augsburg.

## Beschreibung
Die im Kern spätgotische Saalkirche aus der zweiten Hälfte des 15. Jahrhunderts wurde 1729 barockisiert. Sie besteht aus dem Langhaus, dem eingezogenen, dreiseitig geschlossenen Chor im Osten sowie einer Sakristei an der Südwand und einem Chorflankenturm an der Nordwand des Chors.
Der 1693 gebaute Hochaltar wird von den Skulpturen des Dominikus und der Katharina von Siena flankiert, die Lorenz Luidl gestaltet hat.